# Albert Puech
Pour les articles homonymes, voir Puech.
Albert Puech est un médecin et historien local français.

## Biographie
Albert Puech naît en 1833 au Cailar.
Après avoir soutenu sa thèse d'exercice en 1858, il devient médecin général de l'Hôtel-Dieu et du lycée de Nîmes.
Élu à l'Académie du Gard en 1869 (devenue « de Nîmes » en 1878), il la préside en 1881. Il est aussi président de la Société de médecine de Nîmes.
Il donne de multiples travaux sur l'histoire sociale de Nîmes, l'histoire de la médecine, ou encore la généalogie de Jean Nicot.
Il meurt le 1er janvier 1897 à Montpellier, où il s'était retiré.
Il est le père de l'obstétricien Paul Puech, obstétricien à Montpellier.

## Ouvrages
- Les Médecins d'autrefois à Nîmes, Paris, Savy, 1879 (BNF 31157638).
- Les Chirurgiens d'autrefois à Nîmes, Paris, Savy, 1880 (BNF 31157630).
- Les Pharmaciens d'autrefois à Nîmes, Paris, Savy, 1881 (BNF 31157643).
- Les Anciennes Juridictions de Nîmes, Nîmes, Grimaud, 1891 (BNF 34124834).

## Prix
- Prix Huguier de l'Académie de médecine 1878.